# Federico Vico
Federico „Fede” Vico Villegas (ur. 4 lipca 1994 w Kordobie) – hiszpański piłkarz występujący na pozycji pomocnika w Granadzie.